# Anna Evreïnova
Anna Evreïnova (parfois appelée Johanna von Evreinov ; en russe : А́нна Миха́йловна Евре́инова, Anna Mikhaïlovna Evreïnova), née en 1844 et morte en 1919, est une féministe, avocate, éditrice et écrivaine russe. Étudiante à l'université de Leipzig, elle est la première femme russe à être docteur en droit, mais également la première femme à obtenir un doctorat en droit dans une université allemande.

## Biographie
Anna Evreïnova est la fille du dirigeant du palais de Peterhof, le lieutenant-général Mikhaïl Evreïnov. Sa famille tente de la forcer à se marier, la poussant à tenter se suicider. Elle reçoit à cette époque une lettre de la mathématicienne russe Sofia Kovalevskaïa, qui propose de l'aider à s'inscrire dans une université allemande. La famille s'étant opposée à son départ, Anna Evreïnova ne peut recevoir de passeport russe, et traverse alors la frontière illégalement, passant par des zones marécageuses uniquement chaussée de bottines,.
Elle a reçu son doctorat le 21 février 1873. Sa thèse s'intitule Les Devoirs des parties neutres à l'égard des parties en guerre.
Elle a une correspondance soutenue avec de nombreuses figures de la littérature de l'époque, dont l'écrivain Anton Tchekhov. En 1885, elle fonde le magazine littéraire Le Messager du Nord. Elle est la rédactrice en chef et la propriétaire de ce magazine pendant les cinq premières années de son existence. Elle publie aussi dans des publications féministes russes
Elle a pour partenaire amoureuse Maria Fiodorova,,. Elle est une personnalité de l’histoire mise en avant par le mouvement LGBT en Russie.